# Centrostigma clavatum
Centrostigma clavatum är en orkidéart som beskrevs av Victor Samuel Summerhayes. Centrostigma clavatum ingår i släktet Centrostigma och familjen orkidéer. Inga underarter finns listade i Catalogue of Life.